# Llista d'alcaldes de Brullà
Els alcaldes del municipi rossellonès de Brullà han estat:
| Data inicial | Fi del mandat | Nom                   |
| 1793         | 1794          | Thomas Billerach      |
| 1794         | 1809          | Jean Fourniols        |
| 1813         | 1823          | Pierre Tiche          |
| 1823         | 1834          | Jean Cabira           |
| 1834         | 1848          | Jean Jorda            |
| 1848         | 1865          | Baptiste Reynal       |
| 1865         | 1870          | François Cutzach      |
| 1870         | 1871          | Joseph Simon          |
| 1871         | 1874          | Jean-François Debord  |
| 1874         | 1876          | Paulin Balalud        |
| 1876         | 1878          | Baptiste Reynal       |
| 1878         | 1884          | Thomas Dalbiez (fill) |
| 1884         | 1888          | Jean Baretge          |
| 1888         | 1892          | Thomas Dalbiez        |
| 1892         | 1908          | Jules Escarra         |
| 1908         | 1913          | Joseph Casademon      |
| 1913         | 1919          | François Acézat       |
| 1919         | 1922          | Zacharie Ausseil      |
| 1922         | 1925          | Albert Brousse        |
| 1925         | 1928          | Zacharie Ausseil      |
| 1928         | 1941          | Jean Baills           |
| 1941         | 1944          | Raymond Albiach       |
| 1944         | 1959          | Michel Capdet         |
| 1959         | 1971          | François Nègre        |
| 1971         | 1991          | Michel Capdet         |
| 1991         | 1995          | Roger Parada          |
| 1995         |               | Pierre Taurinya       |